# Collegio plurinominale Lazio - 03
Il collegio elettorale plurinominale Lazio - 03 è stato un collegio elettorale plurinominale della Repubblica Italiana per l'elezione del Senato tra il 2017 ed il 2022.

## Territorio
Come previsto dalla legge elettorale italiana del 2017, il collegio era stato definito tramite decreto legislativo all'interno della circoscrizione Lazio.
Il collegio comprendeva la zona definita dai quattro collegi uninominali Lazio - 07 (Frosinone), Lazio - 08 (Roma - Fiumicino), Lazio - 09 (Latina) e Lazio - 10 (Velletri).

## Dati elettorali

### XVIII legislatura
Come previsto dalla legge elettorale, 193 senatori erano eletti in 33 collegi plurinominali con ripartizione proporzionale a livello regionale tra le coalizioni e le singole liste che avessero superato la soglia di sbarramento stabilita.
Nel collegio venivano eletti 10 senatori.
| Liste          | Liste                                       | Proporzionale | Proporzionale | Proporzionale | Maggioritario | Maggioritario | Maggioritario |  |
| Liste          | Liste                                       | Voti          | %             | Seggi         | Voti          | %             | Seggi         |  |
| -------------- | ------------------------------------------- | ------------- | ------------- | ------------- | ------------- | ------------- | ------------- |  |
|                | Forza Italia                                | 185 996       | 16,28         | 1             | 438 201       | 38,35         | 3             |  |
|                | Lega                                        | 167 388       | 14,65         | 1             | 438 201       | 38,35         | 3             |  |
|                | Fratelli d'Italia                           | 75 161        | 6,58          | –             | 438 201       | 38,35         | 3             |  |
|                | Noi con l'Italia – UDC                      | 9 656         | 0,85          | –             | 438 201       | 38,35         | 3             |  |
|                | Movimento 5 Stelle                          | 416 112       | 36,42         | 3             | 416 112       | 36,42         | 1             |  |
|                | Partito Democratico                         | 176 316       | 15,43         | 1             | 204 989       | 17,94         | –             |  |
|                | +Europa                                     | 18 056        | 1,58          | –             | 204 989       | 17,94         | –             |  |
|                | Italia Europa Insieme                       | 6 230         | 0,55          | –             | 204 989       | 17,94         | –             |  |
|                | Civica Popolare                             | 4 387         | 0,38          | –             | 204 989       | 17,94         | –             |  |
|                | Liberi e Uguali                             | 32 787        | 2,87          | –             | 32 787        | 2,87          | –             |  |
|                | CasaPound                                   | 16 547        | 1,45          | –             | 16 547        | 1,45          | –             |  |
|                | Potere al Popolo!                           | 11 879        | 1,04          | –             | 11 879        | 1,04          | –             |  |
|                | Partito Comunista                           | 5 921         | 0,52          | –             | 5 921         | 0,52          | –             |  |
|                | Italia agli Italiani (FN - MSFT)            | 5 533         | 0,48          | –             | 5 533         | 0,48          | –             |  |
|                | Il Popolo della Famiglia                    | 5 186         | 0,45          | –             | 5 186         | 0,45          | –             |  |
|                | Democrazia Cristiana                        | 2 167         | 0,19          | –             | 2 167         | 0,19          | –             |  |
|                | Per una Sinistra Rivoluzionaria (PCL - SCR) | 1 275         | 0,11          | –             | 1 275         | 0,11          | –             |  |
|                | Partito Repubblicano Italiano – ALA         | 1 154         | 0,10          | –             | 1 154         | 0,10          | –             |  |
|                | Lista del Popolo per la Costituzione        | 796           | 0,07          | –             | 796           | 0,07          | –             |  |
| Totale         | Totale                                      | 1 142 547     | 100           | 6             | 1 142 547     | 100           | 4             |  |
|                |                                             |               |               |               |               |               |               |  |
| Schede bianche | Schede bianche                              | 19 768        | 1,67          |               |               |               |               |  |
| Schede nulle   | Schede nulle                                | 22 721        | 1,92          |               |               |               |               |  |
| Votanti        | Votanti                                     | 1 185 036     | 72,90         |               |               |               |               |  |
| Elettori       | Elettori                                    | 1 625 638     |               |               |               |               |               |  |

## Eletti

### Eletti maggioritario
Eletti nella coalizione di centro-destra (FI - Lega - FdI - NcI-UDC)
| Collegio uninominale | Eletto | Eletto             | Partito |
| -------------------- | ------ | ------------------ | ------- |
| 7. Frosinone         |        | Massimo Ruspandini | FdI     |
| 8. Roma - Fiumicino  |        | Giulia Lupo        | M5S     |
| 9. Latina            |        | Claudio Fazzone    | FI      |
| 10. Velletri         |        | Antonio Saccone    | UdC     |

### Eletti proporzionale
| Movimento 5 Stelle                              | Partito Democratico | Forza Italia       | Lega               |
| ----------------------------------------------- | ------------------- | ------------------ | ------------------ |
|                                                 |                     |                    |                    |
| Elena Fattori Emanuele Dessì Marinella Pacifico | Monica Cirinnà      | Mariarosaria Rossi | William De Vecchis |

1. ↑  In data 06.11.2019 aderisce al gruppo misto, non iscritti; in data 12.01.2021 alla componente «Liberi e Uguali»; in data 28.04.2021 torna nei non iscritti.
2. ↑  In data 25.02.2021 aderisce al gruppo misto, non iscritti; in data 11.11.2021 alla componente «PARTITO COMUNISTA»; in data 27.04.2022 al gruppo Uniti per la Costituzione-C.A.L. (Costituzione, Ambiente, Lavoro)-Alternativa-P.C.-Ancora Italia-Progetto SMART-I.d.V..
3. ↑  In data 21.10.2020 aderisce al gruppo misto, non iscritti; in data 29.03.2021 alla componente «Italia al Centro (Idea-CAMBIAMO!-Europeisti-Noi di Centro (Noi Campani))»; in data 21.06.2022 torna nei non iscritti; in data 11.07.2022 aderisce alla componente «MAIE - Coraggio Italia».
4. ↑  In data 26.01.2021 aderisce a Europeisti-MAIE-Centro Democratico; in data 30.03.2021 al gruppo misto, componente «ITALIA AL CENTRO (Idea-Cambiamo!, Europeisti, Noi di Centro (Noi Campani))».
5. ↑  In data 17.02.2022 aderisce al gruppo misto, componente «Italexit per l'Italia-Partito Valore Umano».